# Schmucksalmler
Der Schmucksalmler (Megalamphodus rosaceus, Synonym: Hyphessobrycon rosaceus), auch Rosensalmler genannt, ist eine kleine, im Nordosten von Südamerika in den Stromgebieten von Essequibo, Corantijn und Suriname verbreitete Salmlerart.

## Merkmale
Der Schmucksalmler erreicht eine Länge von 3,5 bis 4 cm und hat einen mäßig hohen, seitlich stark abgeflachten Körper mit einer stärker als die Bauchlinie gebogenen Rückenlinie. Die größte Körperhöhe liegt kurz vor dem Beginn der Rückenflosse. Durch die rosige Grundfärbung, einen etwas hochrückigeren Körper, größere Augen und die Weißfärbung der ersten Flossenstrahlen und Flossenspitzen von Afterflosse und Bauchflossen kann die Art gut von der olivbraun gefärbten Art Megalamphodus bentosi unterschieden werden, mit der sie in der Vergangenheit häufig verwechselt wurde. Ein Schulterfleck ist nicht vorhanden. Die Schuppen des Rückens sind dunkel umrandet. Die ersten Flossenstrahlen von Rücken- und Afterflosse sind orange, die Spitzen des zweiten und des dritten Flossenstrahls der Rückenflosse sind weiß. Auf der ausgezogenen Spitze der Rückenflosse findet sich ein schwarzer Fleck. Die Schwanzflosse ist tief gegabelt. Eine Fettflosse ist vorhanden. Die Maxillare von Megalamphodus bentosi ist mit 4 bis 6 konischen Zähnen besetzt, wobei die Anzahl der Zähne mit zunehmendem Alter steigt.
- Flossenformel: Dorsale 11, Anale 26-27.
- Schuppenformel: mLR 31-33, SL 6-7.[3]

## Systematik und Taxonomie
Der Schmucksalmler wurde im Jahr 1909 durch die US-amerikanische Ichthyologin Marion Durbin Ellis (1887–1972) unter der Bezeichnung Hyphessobrycon rosaceus erstmals wissenschaftlich beschrieben. Innerhalb der Gattung Hyphessobrycon gehörte der Schmucksalmler zur Rosy-Tetra-Artengruppe. In aquaristischer Fachliteratur ist der Schmucksalmler ständig mit anderen Arten aus der Rosy-Tetra-Artengruppe verwechselt worden, besonders häufig mit Hyphessobrycon bentosi und Hyphessobrycon jackrobertsi (Zwischen 1958 und 2014 unter der Bezeichnung Hyphessobrycon 'robertsi' bekannt). H. rosaceus wurde eine Zeit lang als Unterart von H. bentosi geführt. Um die Verwirrung zu beenden veröffentlichte Axel Zarske, damals Sektionsleiter der Ichthyologie der Senckenberg Naturhistorischen Sammlungen Dresden, im Jahr 2014 eine Neubeschreibung von Hyphessobrycon bentosi und eine Erstbeschreibung von Hyphessobrycon 'robertsi' unter der Bezeichnung Hyphessobrycon jackrobertsi. Dabei identifizierte er den Schmucksalmler, der in den meisten aquaristischen Fachbüchern als H. bentosi bezeichnet wird, als H. rosaceus. Im Zuge einer 2024 veröffentlichten Revision der „Echten Salmler“ bekam die Rosy-Tetra-Artengruppe den Rang einer eigenständigen Gattung. Als Gattungsname wurde die 1915 durch Eigenmann eingeführte Bezeichnung Megalamphodus revalidiert. Die korrekte wissenschaftliche Bezeichnung für den Schmucksalmler ist also Megalamphodus rosaceus und H. bentosi wurde Megalamphodus bentosi.